# Obereopsis rufosternalis
Obereopsis rufosternalis là một loài bọ cánh cứng trong họ Cerambycidae.